# 培铁真藓
培铁真藓（学名：Bryum petelotii），又名拟纤枝真藓，为真藓科真藓属下的一个种。

## 扩展阅读
- 維基物種上的相關：培铁真藓